# Liste der Kunstwerke im öffentlichen Raum in Niederösterreich/Weinviertel
Die Liste der Kunstwerke im öffentlichen Raum in Niederösterreich enthält die von der Niederösterreich Kultur gelisteten und realisierten Kunstwerke im öffentlichen Raum (Public Art) in Niederösterreich, so sie sich nicht nur temporär im öffentlichen Raum befinden. Aus technischen Gründen ist die Gesamtheit der Kunstwerke auf die vier Viertel aufgeteilt. Hier die Kunstwerke im Weinviertel.
Seit den 1980er Jahren entstehen in Niederösterreich künstlerische Projekte im öffentlichen Raum. Eine Fachjury empfiehlt österreichische und internationale Künstler, Designer und Architekten. Bis Anfang 2013 wurden rund 500 Arbeiten realisiert. Bis 2011 sind diese in mehreren Bänden Veröffentlichte Kunst dokumentiert.

## Kunstwerke
Die Liste repräsentiert den Stand vom 19. Juli 2023.[veraltet] Die Schreibweise der Namen richtet sich nach der Quelle, die Sortierung erfolgt nach dem Ort / der Gemeinde.
| Foto |                 | Name                                                                                  | Typ  | Standort                                            | Künstler                            | Datierung | Beschreibung | Metadaten             |
| --- | --------------- | ------------------------------------------------------------------------------------- | ---- | --------------------------------------------------- | ----------------------------------- | --------- | --- | --------------------- |
| BW | Datei hochladen | Leitsystem für die Region Leiser Berge ID: 643                                        |      | Asparn an der Zaya Standort                         | Sofie Thorsen                       | 2007      | Das Projekt „LANDMARK Leiser Berge“ kennzeichnet ehemalige archäologische Fundorte. Mit weißen Schriftzügen auf den Böden von Parkplätzen werden jene Dinge und Orte benannt, die einmal dort gefunden wurden (Leeberg, Königssitz, Siedlungen, Museum für Ur- und Frühgeschichte, Lindenallee und Awarengräber). Text „Museum für Ur- und Frühgeschichte“. | Standort: Weinviertel |
| ja | Datei hochladen | Der Steinbewohner am Platz in Bad Pirawarth ID: 154                                   |      | Bad Pirawarth Standort                              | Walfried Huber                      | 1989      | Die Skulptur mit dem Titel Steinbewohner ist ein Versuch, einen Eisenkörper als wesensähnliches Gebilde darzustellen. Das im Titel geformte Wortbild lässt die Skulptur aus legiertem Baustahl und den bearbeiteten Marmorstein, der sie trägt, als poesievolles wenngleich ungleiches Paar erscheinen. | Standort: Weinviertel |
| BW | Datei hochladen | Säule bei der Volkshalle Ernstbrunn ID: 116                                           |      | Ernstbrunn Standort                                 | Gerhard Kohlbauer                   | 1994      | Kohlbauers 4 m hohe Skulptur ist die Beschreibung einer Säule. Vier Holzstämme wurden in Metall abgegossen. Der Zwischenraum besteht aus dünnen Drahtseilen und mehrschichtigem, transparentem Kunstharz. Eine Meinungsumfrage in der Gemeinde entschied für den Aufstellungsort vor der Volkshalle. | Standort: Weinviertel |
| BW | Datei hochladen | Objekte beim Mistelursprung in Frättingsdorf ID: 251                                  |      | Frättingsdorf Standort                              | Norbert Maringer                    | 2001      | An energetischen Kraftorten über der Quelle der Mistel wurden mehrere blaue Metallobjekte installiert: Ein „Tausammler“ fängt über dem Ursprung der Quelle Wasser auf, zylindrische Objekte fungieren als Sitzgelegenheiten, zwei von Solarzellen gespeiste Lichtsäulen leuchten über Energieflüssen. | Standort: Weinviertel |
| BW | Datei hochladen | Installation im NÖ LPPH Gänserndorf – Barbaraheim ID: 636                             |      | Gänserndorf Standort                                | Martin Walde                        | 2008–2023 | Mid-Air-Shadows heißt das schwebende Objekt aus Nylongewebe im Atrium des Gebäudes. Das Gewebe wurde nach einem bestimmten System eingeschnitten. Zieht man an den Seiten, entsteht eine dreidimensionale Wellenform, die durch den kleinsten Luftzug in Bewegung kommt und ein Licht-und-Schatten-Ballett auf Boden und Wände zaubert. | Standort: Weinviertel |
| ja | Datei hochladen | Gestaltung des Kreisverkehrs am Volksbank-Platz in Gänserndorf ID: 694                |      | Gänserndorf Standort                                | Ulrike Lienbacher                   | 2010      | Die skulpturale Installation für den Kreisverkehr besteht aus einem runden, zum Zentrum hin gewölbten Miniatursportplatz mit vier Laufbahnen samt Start- und Ziellinien und einem für Sportplätze üblichen orange-farbigen Kunststoffbelag. Mit dem Titel Kreisverkehr ist sie nicht nur als eine lakonische wörtliche Auslegung der räumlichen Situation lesbar, sondern reiht sich in das künstlerische Werk Lienbachers und dessen zentralen Themen Sport, Leistung und Disziplin ein. | Standort: Weinviertel |
| BW | Datei hochladen | Skulptur in Gaweinstal ID: 131                                                        |      | Gaweinstal Standort                                 | Peter Paszkiewicz                   | 1993      | Peter Paszkiewicz hat für den Ort Gaweinstal, in dem er zehn Jahre lebte, eine Steinskulptur geschaffen, in die er seine Eindrücke von dieser Region überträgt. Es ist eine abstrakte Definition der Gegenwart, die seine bildhauerische Arbeit prägt. | Standort: Weinviertel |
| ja | Datei hochladen | Brunnen vor der Turnhalle in Gaweinstal ID: 186                                       |      | Gaweinstal Standort                                 | Albrecht Fürthner                   | 1990      | Kräftespiel (zum Zyklus Versunkene Skulpturen) Massen werden bewegt nicht hörbar nicht sichtbar nur nachvollziehbar im Laufe der Zeit. Es sind Kräfte im Spiel. (A. Fürthner) | Standort: Weinviertel |
| BW | Datei hochladen | Projekt 2 bei der Volksschule Gerasdorf-Kapellerfeld ID: 62                           |      | Gerasdorf bei Wien Standort                         | K.U.SCH.                            | 1989–1995 | Das Projekt 2 ist eine Erweiterung eines Projekts von 1989. In dem Verlängerungsabschnitt einer Objektzeile schufen die Künstler eine Art Ausklangzone an der Fassade, wo noch einmal die formalen Themen mit Materialien wie Klinkerziegeln oder Stahlrohrprofilen fragmentarisch zitiert wurden. | Standort: Weinviertel |
| ja | Datei hochladen | Projekt vor der Hauptschule Gerasdorf b. Wien ID: 111                                 |      | Gerasdorf bei Wien Standort                         | Renate Kordon                       | 1995      | Die am Dach der Schule von Windrad und Sonnenmodulen eingefangene Energie soll bildhaft begreifbar gemacht werden. Die Künstlerin fand die Entsprechung in einem metallenen, feingliedrigen Turm, auf welchem zwei Kuben auf- und abgleiten und in ihrer Überschneidung ein bewegliches Bild formen. | Standort: Weinviertel |
| ja | Datei hochladen | Lichtobjekte bei der Volksschule Gerasdorf ID: 134                                    |      | Gerasdorf bei Wien Standort                         | Helmut Rainer                       | 1995      | Zwei schwarz beschichtete, fünf Meter hohe Nirostasäulen tragen je vier blaue Leuchtstoffröhren. Diese entfalten um die zylindrischen Säulen einen Lichtraum von fluoreszierender Unschärfe, der die klare geometrische Form weich umhüllt. Der Standort bezieht sich auf jene Säule vor der Volksschule, die zweite steht 190 m südlich bei der Abzweigung der Schulgasse von der Stammersdorferstraße (N 48.29507 E 16.45843). | Standort: Weinviertel |
| BW | Datei hochladen | Kindergarten Gerasdorf ID: 163                                                        |      | Gerasdorf bei Wien Standort                         | K.U.SCH.                            | 1993      | Das Künstlerduo K.U.SCH. gestaltete mit dem Kindergarten in Gerasdorf ein Bauwerk und eine Skulptur zugleich. In ihrem Entwurf werden die Künstler ihrem künstlerischen Ansatz der „grenzüberschreitenden Tendenzen“ gerecht, in dem die Bedeutungen von Kunst und Leben miteinander verwoben sind. | Standort: Weinviertel |
| BW | Datei hochladen | Kindergarten und Volksschule Gerasdorf-Kapellerfeld ID: 200                           |      | Gerasdorf bei Wien Standort                         | K.U.SCH.                            | 1989      | Eine rhythmische Zeile. Eine langgestreckte Gebäudefront, bestehend aus zwei Abschnitten von unterschiedlichem Charakter (Kindergarten und Volksschule) bildet den Hintergrund für eine gleichsam als Schriftzug gesetzte Abfolge von 5 Objektgruppen, bestehend aus Windradpendel, Giebelformationen, 2 vertikale Zeichen, Spalt und Bogen und kleiner runder Tempel. | Standort: Weinviertel |
| BW | Datei hochladen | Farbkonzept für die Sporthalle ID: 679                                                |      | Gerasdorf bei Wien Standort                         | K.U.SCH.                            | 2009      | Das Farbkonzept für die Sporthalle Kapellerfeld entstand auf der Basis von Recherchen, die wir schon so etwa um 1970 durchgeführt hatten, betreffend Farbtheorien von Goethe, Itten, und Küppers. Tatsächlich orientierten wir uns dann an eigenen Experimenten mit dem Prisma. | Standort: Weinviertel |
| BW | Datei hochladen | Erweiterung der künstlerischen Gestaltung des Kindergartens Gerasdorf ID: 702         |      | Gerasdorf bei Wien Standort                         | K.U.SCH.                            | 2008      | Zum zweiten Mal wurde 2008 der Baukomplex der Volksschule und des Kindergarten nach Entwürfen des Künstlerduos K.U.SCH. erweitert. 1989 hatte K.U.SCH. bereits den Vorplatz des Gebäudes gestaltet. 1995 war ein Zubau von K.U.SCH. im Dialog mit der bestehenden Bausubstanz von Architekt Ernst Mrazek konzipiert worden. | Standort: Weinviertel |
| ja | Datei hochladen | Ein Film für den Schlosspark Grafenegg ID: 605                                        | Film | Grafenegg Standort                                  | Catrin Bolt                         | 2008–2009 | Catrin Bolt verwendete den Park als Kulisse für einen Film, in dem sie die Schlusssequenz aus einem Science-Fiction-Klassiker ohne Personen nachstellt. Lediglich ein Auto fährt langsam über die Parkwege und begegnet surreal präsentierten Objekten. Kulisse und Requisiten werden selbst zur Erzählung. | Standort: Weinviertel |
| ja | Datei hochladen | Installation im Schlosspark Grafenegg ID: 610                                         |      | Grafenegg Standort                                  | Mark Dion                           | 2007      | Marc Dion baute in der Mitte eines alten Buchsbaums des frühklassizistisch-romantischen Parks eine Turmruine, die über den Baum hinaus ragt. Im Turm befindet sich ein von außen einsichtiger Schaukasten, in dem ein verwesendes Reh auf einem Waldboden umgeben von kleinem Getier inszeniert ist. | Standort: Weinviertel |
| ja | Datei hochladen | Skulptur im Schlosspark in Grafenegg ID: 612                                          |      | Grafenegg Standort                                  | Werner Feiersinger                  | 2008      | 30 schräg im Boden versenkte Vertikalen sind durch zwei parallel laufende Horizontalen aus weiß lackiertem Edelstahl zu einer abstrakten Konstruktion verbunden, die auf mehreren Bedeutungsebenen operiert: ortsspezifisch als „counterpart“ zur landschaftlichen Umgebung oder für sich stehend als Referenz auf Architekturgeschichte | Standort: Weinviertel |
| ja | Datei hochladen | Installation im Schlosspark Grafenegg ID: 624                                         |      | Grafenegg Standort                                  | Little Warsaw                       | 2008      | Mit der Skulptur Balance Capsule untersucht das ungarische Künstlerduo die Funktion des Schlossparks. Eine gelbe, aus Westberlin stammende Telefonzelle steht auf einer weißen Pyramide. Der Titel der Arbeit soll auf Zusammenhänge zwischen internationaler Diplomatie, Modernismus, Raumfahrt und Telekommunikation verweisen. | Standort: Weinviertel |
| ja | Datei hochladen | Installation für den Schlosspark Grafenegg ID: 681                                    |      | Grafenegg Standort                                  | Bethan Huws                         | 2008      | Die walisische Künstlerin Bethan Huws hat in einem Waldstück drei bronzene und mit einer Patina aus verschiedenen Holztönen überzogene Kleiderständer aufgestellt. Der Titel der Arbeit, Perroquets, übersetzt Papageien oder Nachbeter, ist eine Referenz an Marcel Duchamp und seine Readymades. | Standort: Weinviertel |
| ja | Datei hochladen | Installation für den Schlosspark Grafenegg ID: 683                                    |      | Grafenegg Standort                                  | Elke Krystufek                      | 2009      | Das Objekt ist nicht mehr vorhanden. | Standort: Weinviertel |
| ja | Datei hochladen | Installation für den Schlosspark Grafenegg ID: 685                                    |      | Grafenegg Standort                                  | Marjetica Potrč                     | 2009      | Drinking Water ist der Titel des Ensembles, das sowohl als Skulptur zu verstehen ist, als auch als Rastplatz mit Trinkwasserbrunnen nutzbar ist. Der Brunnen wird gespeist von Regenwasser, das in Erdschichten gekühlt und gereinigt wird. Die Energie für die Wasserreinigung erzeugt eine Fotovoltaikanlage, eine Referenz auf die von den Bäumen des Parks erzeugte Energie. | Standort: Weinviertel |
| ja | Datei hochladen | Installation im Schlosspark Grafenegg ID: 697                                         |      | Grafenegg Standort                                  | Manfred Pernice                     | 2010      | Die Skulptur tür+tor füllt die Öffnung des Schwarzen Tors der barocken Schlossparkmauer aus. Im Wesentlichen besteht sie aus Beton und Mauerwerk. Eine Treppe führt von beiden Seiten hinauf zu einer verkleinerten Tür, die man öffnen kann, um hinaus aus dem Park zu gelangen bzw. in ihn hinein. Innen wie außen ist eine Sitzbank angebracht. | Standort: Weinviertel |
| ja | Datei hochladen | Mountain ID: 842                                                                      |      | Grafenegg Standort                                  | Maider López                        | 2013–2019 | | Standort: Weinviertel |
| BW | Datei hochladen | Manufactured For the Purpose of Fainting (After Screaming) ID: 1021                   |      | Grafenegg Standort                                  | Flaka Haliti                        | 2020      | | Standort: Weinviertel |
| ja | Datei hochladen | Kunstobjekt beim Turnsaal der Volksschule in Großmugl ID: 33                          |      | Großmugl Standort                                   | Franz Sam                           | 1998      | Die Betonplastik im Nahbereich der Turnwiese ist Sitzgelegenheit und Spielfläche für Kinder. Durch eingearbeitete Lichtquellen ist das gefärbte Betonfertigteil gleichzeitig eine Beleuchtung des Zugangsweges wie des Objektes selbst. | Standort: Weinviertel |
| ja | Datei hochladen | Spielobjekt beim Kindergarten in Großmugl ID: 252                                     |      | Großmugl Standort                                   | Regina Möller                       | 2001      | Die Künstlerin entwickelte eine Spielskulptur, bestehend aus einem Klettergerüst mit Haus. Das Haus gleicht einer Kartonschachtel. Der Innenraum ist mit grüner abwaschbarer Kreidetafelfarbe gestrichen. Auf der Außenseite stehen die Begriffe Wohnzimmer und Kinderzimmer in verschiedenen Sprachen. | Standort: Weinviertel |
| BW | Datei hochladen | Leitsystem für die Region Leiser Berge ID: 638                                        |      | Großmugl Standort                                   | Sofie Thorsen                       | 2007      | Zum Projekt „LANDMARK Leiser Berge“ siehe Eintrag bei Asparn an der Zaya. Text „Leeberg“. | Standort: Weinviertel |
| ja | Datei hochladen | Großmugls Katze ID: 750                                                               |      | Großmugl Standort                                   | Regina Möller                       | 2011      | | Standort: Weinviertel |
| BW | Datei hochladen | Fußnoten in der Landschaft ID: 634 HERIS-ID: 13783 Objekt-ID: 9994                    |      | Großmugl Standort                                   | Nicole Six & Paul Petritsch         | 2019      | | Standort: Weinviertel |
| BW | Datei hochladen | o ID: 836                                                                             |      | Hagenbrunn Standort                                 | Tarek Zaki                          | 2013      | | Standort: Weinviertel |
| BW | Datei hochladen | Wein in Sicht ID: 928                                                                 |      | Hagenbrunn Standort                                 | Auböck + Kárász                     | 2017      | | Standort: Weinviertel |
| BW | Datei hochladen | Rad im hügeligen Weinviertel bei Harmannsdorf ID: 159                                 |      | Harmannsdorf Standort                               | Gerhard Kohlbauer                   | 1991      | Das Konzept für die fünf Meter hohe und ein Meter breite Eisenskulptur in der Form eines Rades leitete der Künstler von der Idee der archaischen Sonnenscheibe ab. Das Rad soll die kleinste Einheit des Räderwerkes einer riesigen Zeitmaschine, die wir nicht aufhalten können, versinnbildlichen. | Standort: Weinviertel |
| ja | Datei hochladen | Fassadengestaltung an der Volksschule Hauskirchen ID: 173                             |      | Hauskirchen Standort                                | Gabriele Schöne                     | 1992      | Die Fassadengestaltung am Turnsaal vereinte Malerei mit plastischen Elementen aus Blech. Zeichen, Ziffern und Buchstaben wurden von Figuren begleitet, die sich Richtung Schuleingang bewegten. Nachdem sich in der Fassade Risse gebildet hatten, musste diese restauriert werden. Das Kunstwerk wurde dabei entfernt. | Standort: Weinviertel |
| ja | Datei hochladen | Mariendenkmal für Herrenbaumgarten ID: 645                                            |      | Herrnbaumgarten Standort                            | Helmut & Johanna Kandl              | 2009      | Die ländliche Tradition der Bilderbäume zitierend kaufte das Künstlerduo in verschiedenen Marienwallfahrtsorten Repliken von Gnadenbildern ein und gruppierten sie um einen Baum herum. Die Statuen und Bilder sind mit Gehäusen und kleinen Dächern aus Lärchenholz geschützt und mit dem Vermerk des Namens und der Herkunft der Replik versehen. | Standort: Weinviertel |
| ja | Datei hochladen | Skulpturales Zeichen am Ortsrand von Hohenau ID: 538                                  |      | Hohenau an der March Standort                       | Kirpicsenko \| Klose                | 2005      | Drei Wege, die jeweils in den Achsen der Hauptstädte der Nachbarländer des Dreiländerecks Weinviertel, Südmähren und Westslowakei liegen, führen zu der auf Stützen liegenden Kreisringkonstruktion. In diese wurden Zitate von drei Autoren, in die drei Landessprachen der Nachbarländer übersetzt, eingestanzt. | Standort: Weinviertel |
| BW | Datei hochladen | Gartenanlage beim Pensionistenheim Hollabrunn ID: 114                                 |      | Hollabrunn Standort                                 | Ruppert Klima                       | 1995      | Für den aus drei Ebenen bestehenden Garten wurde ein Wasserbecken mit Zulauf entworfen. Der Quellenstein besteht aus einem Findling. Die verschieden bearbeiteten Stufen wie eine Brücke wurden aus Granit geformt. | Standort: Weinviertel |
| BW | Datei hochladen | Platz bei der Wohnhausanlage Castelligasse ID: 115                                    |      | Hollabrunn Standort                                 | Karl-Heinz Klopf                    | 1994      | Der lang gezogene Freiraum zwischen zwei neuen Wohnblöcken wurde durch grasbewachsene Erdhügel und sinusförmig angeordnete Lichtrohre strukturiert. Es wurde eine Zugangssituation mit mehreren Funktions- und Formelementen geschaffen: Skulpturen, Spielbereich, Gehfläche und Beleuchtungsrohre, die auch Sitzplätze sind. | Standort: Weinviertel |
| BW | Datei hochladen | Kunst im Krankenhaus Hollabrunn ID: 277                                               |      | Hollabrunn Standort                                 | Nora Bachel                         | 1992      | Das Kunstobjekt Holz ist ein dreiteiliges, wandfüllendes Werk von Nora Bachel. Es ist aus drei Teilen aus zugeschnittenem und abgeschliffenem tropischem Edelholz zusammengesetzt, das als Verpackungsmaterial nach Österreich kam. | Standort: Weinviertel |
| BW | Datei hochladen | Kunst im Krankenhaus Hollabrunn ID: 278                                               |      | Hollabrunn Standort                                 | Walter Berger                       | 1992      | | Standort: Weinviertel |
| BW | Datei hochladen | Kunst im Krankenhaus Hollabrunn ID: 279                                               |      | Hollabrunn Standort                                 | Josef Kaiser                        | 1992      | | Standort: Weinviertel |
| BW | Datei hochladen | Kunst im Krankenhaus Hollabrunn ID: 282                                               |      | Hollabrunn Standort                                 | Leo Kandl                           | 1992      | | Standort: Weinviertel |
| BW | Datei hochladen | Kunst im Krankenhaus Hollabrunn ID: 280                                               |      | Hollabrunn Standort                                 | Adolf Frohner                       | 1992      | | Standort: Weinviertel |
| BW | Datei hochladen | Kunst im Krankenhaus Hollabrunn ID: 281                                               |      | Hollabrunn Standort                                 | Elisabeth Homar                     | 1992      | | Standort: Weinviertel |
| BW | Datei hochladen | Kunst im Krankenhaus Hollabrunn ID: 377                                               |      | Hollabrunn Standort                                 | Gabriele Kutschera                  | 1992      | | Standort: Weinviertel |
| BW | Datei hochladen | Kunst im Krankenhaus Hollabrunn ID: 378                                               |      | Hollabrunn Standort                                 | Gerhard Müller                      | 1992      | | Standort: Weinviertel |
| BW | Datei hochladen | Kunst im Krankenhaus Hollabrunn ID: 379                                               |      | Hollabrunn Standort                                 | Sabine Müller-Funk                  | 1992      | | Standort: Weinviertel |
| BW | Datei hochladen | Kunst im Krankenhaus Hollabrunn ID: 380                                               |      | Hollabrunn Standort                                 | Gabriella Nandori                   | 1992      | | Standort: Weinviertel |
| BW | Datei hochladen | Kunst im Krankenhaus Hollabrunn ID: 381                                               |      | Hollabrunn Standort                                 | Andrea Neuwirth                     | 1992      | | Standort: Weinviertel |
| BW | Datei hochladen | Kunst im Krankenhaus Hollabrunn ID: 382                                               |      | Hollabrunn Standort                                 | Emi Rendl-Denk                      | 1992      | | Standort: Weinviertel |
| BW | Datei hochladen | Kunst im Krankenhaus Hollabrunn ID: 383                                               |      | Hollabrunn Standort                                 | Anton Schabauer                     | 1992      | | Standort: Weinviertel |
| BW | Datei hochladen | Kunst im Krankenhaus Hollabrunn ID: 384                                               |      | Hollabrunn Standort                                 | Gabriele Schöne                     | 1992      | | Standort: Weinviertel |
| BW | Datei hochladen | Kunst im Krankenhaus Hollabrunn ID: 385                                               |      | Hollabrunn Standort                                 | Martina Schwarz                     | 1992      | | Standort: Weinviertel |
| BW | Datei hochladen | Kunst im Krankenhaus Hollabrunn ID: 386                                               |      | Hollabrunn Standort                                 | Eva Werdenich-Maranda               | 1992      | | Standort: Weinviertel |
| BW | Datei hochladen | Für die Vögel ID: 983                                                                 |      | Hollabrunn Standort                                 | Claudia Märzendorfer                | 2019      | | Standort: Weinviertel |
| BW | Datei hochladen | Über Drüstel und Hinteres Pratzel ID: 1028                                            |      | Hollabrunn Standort                                 | Gabriele Schöne                     | 2019      | | Standort: Weinviertel |
| ja | Datei hochladen | Platzgestaltung in Hüttendorf bei Mistelbach ID: 698                                  |      | Hüttendorf Standort                                 | Thomas Stimm                        | 2009      | Seit den 1980er Jahren ist die Blumen das zentrale Motiv im skulpturalen Werk von Thomas Stimm. Für den kleinen Platz an der Straße in Hüttendorf hat er eine stilisierte Margerite ins große Format übertragen. Glänzende farbige Oberflächen und eine stark abstrahierende Formgebung unterstreichen die Zeichenhaftigkeit der Plastik. | Standort: Weinviertel |
| BW | Datei hochladen | Zubau beim Kindergarten in Kapellerfeld ID: 701                                       |      | Kapellerfeld Standort                               | K.U.SCH.                            | 2008      | Der Kindergarten war 1993 nach einem Entwurf des Künstlerduos K.U.SCH. gebaut worden. 2008 wurde von ihnen die Erweiterung des Baus konzipiert und der gemeinsam mit Architekt Ernst Mrazek entwickelte Grundriss ausgebaut. Der skulpturale Baukörper entstand gemäß ihrer künstlerischen Programmatik der medialen Grenzüberschreitung und Verflechtung klassischer Kunstsparten. | Standort: Weinviertel |
| ja | Datei hochladen | Vordach für die Wagramhalle ID: 198                                                   |      | Kirchberg am Wagram Standort                        | Hans Kupelwieser                    | 1990      | Das Objekt übernimmt die schützende Funktion des ursprünglich geplanten Vordaches. Mit 2018 ist das Vordach nicht mehr vorhanden. | Standort: Weinviertel |
| BW | Datei hochladen | Denkmal für Bertha von Suttner im Schlosspark Kirchstetten ID: 136                    |      | Kirchstetten Standort                               | Andrea Sodomka                      | 1993      | Zwei mit Aussagen, bzw. Textzitaten von Bertha von Suttner bedruckte Glastafeln wurden in einen Föhrenhain des Schlossparks platziert. Eine dritte stellt die Schriftstellerin bei ihrer Arbeit für den Frieden, an ihrem Schreibtisch sitzend dar. | Standort: Weinviertel |
| ja | Datei hochladen | WagramFenster ID: 856                                                                 |      | Königsbrunn am Wagram Standort                      | Martin & Werner Feiersinger         | 2014      | | Standort: Weinviertel |
| [[Vorlage:Bilderwunsch/code!/C:48.346044,16.323664!/D:libra – balancing the invisible Installation im Justizzentrum Korneuburg!/\|BW]] | Datei hochladen | libra – balancing the invisible Installation im Justizzentrum Korneuburg ID: 834      |      | Korneuburg Standort                                 | Nikolaus Gansterer                  | 2012      | | Standort: Weinviertel |
| ja | Datei hochladen | Projekt an der Grenze in Laa a.d. Thaya ID: 34                                        |      | Laa an der Thaya Standort                           | Leo Schatzl                         | 1999      | Leo Schatzls skulpturaler Denkraum Hoher Zaun ist eine Skulptur beim ehemaligen Eisernen Vorhang, unweit der tschechischen Grenze. Hoch in der Luft umschließt die rechteckig geschlossenen Umzäunung aus Maschendraht auf Messingträgern einen Leerraum. | Standort: Weinviertel |
| BW | Datei hochladen | Meditationswand in der Kapelle im Landespensionistenheim Laa/Thaya ID: 71             |      | Laa an der Thaya Standort                           | Erich Steininger                    | 1996      | Das Altarbild aus 24 Holztafeln stellt die Heilsgeschichte dar. Das erlösende Kreuz im Zentrum verbindet das alte und das neue Testament. Die Holztafeln mit der Gesamtgröße von 8 × 3,3 Meter sind in der Technik des Holzschnittes bearbeitet. Die erhabenen Stellen sind mit rotbrauner Farbe eingewalzt. | Standort: Weinviertel |
| BW | Datei hochladen | Leitsystem für die Region Leiser Berge ID: 641                                        |      | Ladendorf Standort                                  | Sofie Thorsen                       | 2007      | Zum Projekt „LANDMARK Leiser Berge“ siehe Eintrag bei Asparn an der Zaya. Text „Lindenallee“. | Standort: Weinviertel |
| ja | Datei hochladen | Installation für Ladendorf ID: 686                                                    |      | Ladendorf Standort                                  | Guillaume Bijl                      | 1988–2009 | Die an einem Feldrand aufgestellte Fertigbau-Holzhütte hatte Guillaume Bijl bereits 1988 für die Ausstellung „Das gläserne U-Boot“ in der Tabakfabrik Stein konzipiert. Seit 2009 ist sie Teil einer seiner Compositions trouvées und kann aus der Entfernung durch ein Fernrohr näher betrachten werden. (Am angegebenen Standort befindet sich das Fernrohr, die Hütte selbst ist auf N48.54350 E16.48489) | Standort: Weinviertel |
| ja | Datei hochladen | Meditationsweg für Ladendorf ID: 687                                                  |      | Ladendorf Standort                                  | Heinz Cibulka                       | 2009      | In der für ihn charakteristischen Art hat Heinz Cibulka jeweils vier Farbfotos über Texten auf Schautafeln so angeordnet, dass sich zwischen ihnen ein schmales Kreuz ergibt. Jede der acht Stationen ist ein Bildgedicht über das Leben auf dem Land, die Landschaft, alltägliche oder religiöse Rituale und volkskundliche Phänomene. Die erste Tafel steht neben der Kirche und der Weg verläuft dann zum Friedenskreuz. Eine neunte - in der Aufmachung idente - Tafel mit einer Beschreibung des Meditationsweges steht unterhalb der Kirche zwischen Pfarrhof und Gemeindeamt. | Standort: Weinviertel |
| ja | Datei hochladen | Horizontalturm ID: 914                                                                |      | Lanzendorf Standort                                 | Ingo Vetter / Magdalena Frey        | 2017      | | Standort: Weinviertel |
| ja | Datei hochladen | Rolltreppe im Kinderland/Alice in Wonderland ID: 749                                  |      | Leobendorf Standort                                 | Martin Kaltwasser, Folke Köbberling | 2011      | Die Rolltreppen, die den Bildungscampus mit dem Hort- und Kindergartengebäude verbinden, wurden von der Künstlerpartnerschaft Folke Köbberling und Martin Kaltwasser geschaffen, um „ein ironisches Moment der Übertreibung“ in das vom Architekturbüro ah3 konzipierte Areal zu integrieren. | Standort: Weinviertel |
| ja | Datei hochladen | The House ID: 857                                                                     |      | Leobendorf Standort                                 | Priscilla Monge                     | 2014      | | Standort: Weinviertel |
| ja | Datei hochladen | Clubblumenlodge No. 1 ID: 763                                                         |      | Loosdorf Standort                                   | Flora Neuwirth                      | 2011–2022 | Auf dem Platz zwischen dem Kulturhaus Winkelau, dem angrenzenden Campingplatz und dem Theater- und Veranstaltungssaal stößt man seit dem Herbst 2011 auf Flora Neuwirths clubblumenLodge No. 1. Es ist eine kleine Multifunktionsarchitektur, benannt nach dem von der Künstlerin gegründeten Wiener Kunstverein clubblumen, der von seiner Betreiberin als „Raum für aktuelle Kunst, Musik, Essen, Trinken, Kommunikation …“ deklariert wird. | Standort: Mostviertel |
| ja | Datei hochladen | Leseraum, Objekt in Loosdorf ID: 16                                                   |      | Loosdorf Standort                                   | Manfred Hirschbrich                 | 1997      | Der Leseraum paraphrasiert Haus und Garten. Das Gerüst aus verschieden dimensionierten, verzinkten Stahlrohren dient als Klettergerüst für Pflanzen, was sein Erscheinungsbild mit den Jahreszeiten in Form und Farbe ändert. | Standort: Weinviertel |
| ja | Datei hochladen | Objekt beim Kulturhaus Winkelau in Loosdorf ID: 120                                   |      | Loosdorf Standort                                   | Brigitte Lang                       | 1994      | Die Wörter RETTE und NATUR sind die Ausgangsbegriffe für ein Wortspiel, dass durch Drehen der Metalltafeln sieben sinngemäße Sprachbegriffe und Wortschöpfungen ergibt. Zugleich entstehen unterschiedliche Landschaftsausschnitte. | Standort: Weinviertel |
| ja | Datei hochladen | Metallskulptur beim Kulturhaus Winkelau in Loosdorf ID: 128                           |      | Loosdorf Standort                                   | Robert Marschall                    | 1994      | Robert Marschall hat für den Skulpturengarten beim Kulturhaus Winkelau eine abstrakte, zweigeteilte Metallskulptur angefertigt. Die zwei dreieckigen Teile verkörpern die Gegensätzlichkeiten der Dinge und ihre gegenseitige Bedingung bzw. Ergänzung. | Standort: Weinviertel |
| ja | Datei hochladen | Skulptur "Blick aus dem Wasser" ID: 129                                               |      | Loosdorf Standort                                   | Wolfgang Neipl                      | 1994–2022 | | Standort: Weinviertel |
| ja | Datei hochladen | Kulturmeter – Computerinstallation im Kulturhaus Winkelau ID: 271                     |      | Loosdorf Standort                                   | Wolfgang Hilbert                    | 1997      | Das Kulturmeter stellt eine Art Barometer für das kulturelle Leben eines Landes dar und misst den Grad der Entwicklung von Kunst und Kultur. Das Simulationsprogramm stützt sich auf die Theorie, dass jede Kultur durch die Auseinandersetzung mit fremden Kulturen bereichert und erweitert wird. | Standort: Weinviertel |
| ja | Datei hochladen | Objekt in Loosdorf ID: 352                                                            |      | Loosdorf Standort                                   | Tassilo Blittersdorff               | 2001      | In Interaktion mit der Bevölkerung baute Tassilo Blittersdorff die Hanslburg, eine im Wald bei Loosdorf liegende künstliche Ruine aus dem späten 18. Jahrhundert, im Ortszentrum mit Ziegeln nach. In die äußere Putzschicht ließ der Künstler Kieselsteine und Fundstücken ein, die er vor Ort sammelte. | Standort: Weinviertel |
| ja | Datei hochladen | Pfeil ID: 354                                                                         |      | Loosdorf Standort                                   | Johann Feilacher                    | 1992      | Der Künstler wählte für seine Arbeit mit dem Titel Pfeil den Stamm einer Eiche, der von einem umgefallenen Baum stammte. Aus ihm schnitt er ein stelenartiges Objekt, das ursprünglich für eine Landschaft, wo es auf einem Hügel stehend, weit über das abfallende Gelände schauen sollte, geschaffen worden war. | Standort: Weinviertel |
| ja | Datei hochladen | Weg in Loosdorf ID: 356                                                               |      | Loosdorf Standort                                   | Johanna Kandl                       | 1996      | Entlang eines Weges vom Dorf in die Felder sind Schrifttafeln aufgebaut, in die Zitate aus Gedichten eingeschnitten wurden. Sie beziehen sich auf den Aufstellungsort oder auf die Topographie und Atmosphäre des Weinviertels. Die Tafeln sind rostrot gestrichen, der Text ist mit Blattgold unterlegt. | Standort: Weinviertel |
| ja | Datei hochladen | Lichtinstallation im Kulturhaus Winkelau in Loosdorf ID: 359                          |      | Loosdorf Standort                                   | Maurizio Nannucci                   | 2001      | Eine Leuchtschrift läuft unter dem Dach an den vier Wänden entlang: „worte hell wie gedanken hörbar wie töne leicht wie farbe vieldeutig wie ideen flüchtig wie licht unendlich wie zeit vergänglich wie augenblicke unauflöslich wie vorstellungen offen wie möglichkeiten veränderlich wie bewegung …“. | Standort: Weinviertel |
| ja | Datei hochladen | Wegweiser beim Kulturhaus Winkelau in Loosdorf ID: 371                                |      | Loosdorf Standort                                   | Bernhard Tragut                     | 1992      | Für den Skulpturenpark beim Kulturhaus Winkelau hat der Künstler eine figurative Skulptur geschaffen, die humorvoll die phantastische Geschichte einer Wanderin erzählt, die einen Wegweiser erklommen hat und auf ihrem Weg einige Kleidungsstücke zurückließ. | Standort: Weinviertel |
| BW | Datei hochladen | Gestaltung des Platzes in Loosdorf ID: 431                                            |      | Loosdorf Standort                                   | Mona Hahn                           | 2004      | Der neue Platz gleicht einem lang gestreckten Sitzmöbel aus Beton und wurde mit einer Oberfläche aus Gummigranulat belegt. Er fasst Briefkasten, Telefonzelle, den Parkplatz des Lebensmittelbusses, Anschlagtafeln für öffentliche Amts- und Vereinsmitteilungen und eine neue Vogeltränke zusammen. | Standort: Weinviertel |
| ja | Datei hochladen | Ein Badebrunnen für Loosdorf ID: 583                                                  |      | Loosdorf Standort                                   | Iris Andraschek                     | 2006      | Das an der Dorfpromenade gelegene überdimensionale Badezimmer aus Beton mit dem Titel Freier Badebrunnen Loosdorf – Privatsphäre und Phantomwände umfasst ca. 30 m². Es mit funktionsfähiger Dusche, Badewanne und Waschbecken ausgestattet, die die Besucher benutzen können. | Standort: Weinviertel |
| ja | Datei hochladen | künstlerische Gestaltung für Loosdorf ID: 680                                         |      | Loosdorf Standort                                   | Tassilo Blittersdorff               | 2009      | Auf einer Mauer wurde eine aus 130 Aluplatten bestehende Fotoarbeit installiert. Als eine Art Porträt des Ortes gibt sie alle Loosdorfer Gebäude wieder. Die Anordnung der Bildtafeln entspricht der Lage der Wohnhäuser und Weinkeller. Eine zweite Mauer wurde aus Steinen, die aus den Häusern von Loosdorf stammen, gebaut. | Standort: Weinviertel |
| ja | Datei hochladen | Platzgestaltung in Mailberg ID: 249                                                   |      | Mailberg Standort                                   | Richard Künz                        | 1999      | Richard Künz entwarf für den Platz einen torartigen Brunnen mit einem Beleuchtungskonzept für die Nacht. Den Sockel des Kriegerdenkmals tauschte er durch einen massiven Waldviertler Findling aus und installierte die Tafel des ehemaligen Sockels in der bogenförmigen Konstruktion mit Sitzbänken. | Standort: Weinviertel |
| BW | Datei hochladen | Projekt für den Gottfried-von-Einem-Weinwanderweg in Maissau ID: 38                   |      | Maissau Standort                                    | Katharina Struber                   | 1998      | Der Tanzboden ist eine Bodenornamentik mit gelber Straßenmarkierungsfarbe auf Asphalt, den man in einer Abfolge von Tanzschritten erschließen kann, was auch einen Zusammenhang der Buchstaben ergibt, die mit den Schritten kombiniert sind. Zusätzlich wurde der Wanderweg mit Tischen und Bänken ausgestattet. | Standort: Weinviertel |
| BW | Datei hochladen | Der Michelberg – Analyse und Interpretation ID: 870                                   |      | Michelberg Standort                                 | Stefan Klampfer                     | 2014      | Aus modernen Materialien, vor allem eingefärbten Betonflächen, wurden durch Stefan Klampfer die Funde der Ausgrabungsstätte Michelberg, die aus konservatorischen Gründen wieder zugeschüttet wurden, in ihren Grundrissen 1:1 sichtbar und erlebbar gemacht. Die unterschiedlichen Farben stehen jeweils für eine Bauphase. Bei den Ausgrabungen handelt es sich um eine romanische Chorquadratkirche mit Westturm, einen spät- oder endmittelalterlichen Südturm, eine frühneuzeitliche und eine barocke Kirche, sowie Bauten aus dem Zweiten Weltkrieg. Daneben wurden zahlreiche, hauptsächlich von Kleinkindern stammende Gräber mit bisher ungeklärter Herkunft gefunden. Weiters gehört zu der Installation eine Sitzskulptur. | Standort: Weinviertel |
| BW | Datei hochladen | Wandarbeiten im Krankenhaus Mistelbach ID: 69                                         |      | Mistelbach Standort                                 | Irena Rosc                          | 1996      | Die Wandarbeit mit dem Titel Helping Hands aus Fingerprints auf Aluminium auf Stahl und Glas ist eine poetisch verdichtete Studie zum Thema Berühren auf psychischer und physischer Ebene, der eine gedankliche Reise von der Auflösung von nationalen Grenzen zum menschlichen Körper zu Grunde liegt. | Standort: Weinviertel |
| ja | Datei hochladen | Stele beim Barockschlössl in Mistelbach ID: 158                                       |      | Mistelbach Standort                                 | Ignaz Kienast                       | 1988      | Die zwei Meter hohe Skulptur aus Rauchkristallmarmor im Stadtpark von Mistelbach bezieht sich in ihrem archaischen Aufbau auf klassische Formen. Die Arbeit ist während eines Symposions in Kärnten 1988 entstanden. Sie ist als ein „Wanderstein“ mit temporären Stationen konzipiert. | Standort: Weinviertel |
| BW | Datei hochladen | Eingangsbereich im Landespensionistenheim ID: 192                                     |      | Mistelbach Standort                                 | Johanna Kandl                       | 1989      | Das Fresko in der Lichtkuppel der Eingangshalle des Pensionistenheims stellt die vier Jahreszeiten an den vier Wandflächen der Kuppel dar. | Standort: Weinviertel |
| BW | Datei hochladen | Kapelle im Landespensionistenheim ID: 195                                             |      | Mistelbach Standort                                 | Gerhard Kohlbauer                   | 1989      | Weißes Licht erhellt den Innenraum der kreisrunden Kapelle, einfallend durch die gläserne Spitze des kegelförmigen Daches. Dunkelblaues Licht dringt durch ein horizontales, den halben Raum umfassendes Fensterband ein. Vis-á-vis des Eingangs, in der Mitte der Reihe farbiger Fenster, von der Wand etwas abgesetzt, bildet der Berg des Kreuzweges gleichsam den Hintergrund für den Altar, Tabernakel, Ambo und das von der Bodenmitte in den Raum ragende große Kreuz. | Standort: Weinviertel |
| ja | Datei hochladen | Lichtskulptur vor dem Haus der Wirtschaft in Mistelbach ID: 367                       |      | Mistelbach Standort                                 | Helmut Rainer                       | 1994      | Vier schwarz beschichtete, vier Meter hohe Nirostasäulen tragen Leuchtstoffröhren nach außen und nach innen. Nach innen strahlt gelbes, warmes künstliches Licht, nach außen blaues fluoreszierendes und formt eine malerische, immaterielle Lichtplastik. | Standort: Weinviertel |
| ja | Datei hochladen | Ein digitales Bilderfries am Stadtrand von Mistelbach ID: 524                         |      | Mistelbach Standort                                 | Heinz Cibulka                       | 1975–2001 | Weinviertelfries – Gemischter Satz ist der Titel des Bilderfrieses an den beiden Längsseiten in der Container-Architektur auf Stelzen. Er steht für eine Bildsprache, in der die einzelnen Bestandteile collagenartig ineinander greifen und verschiedene Realitätsebenen mit Text zu einem eigenen Mythos verschmelzen lassen, so wie der Gemischte Satz aus unterschiedlichen Rebsorten zusammengesetzt ist. | Standort: Weinviertel |
| ja | Datei hochladen | Eine performative Behausung am Stadtrand von Mistelbach ID: 553                       |      | Mistelbach Standort                                 | Klaus Stattmann                     | 2005      | Über eine Betontreppe gelangt man in den Zwischenraum, einen länglichen Containerbau auf Stützen, der als Präsentationsort für die Fotoarbeit Weinviertelfries von Heinz Cibulka entworfen wurde. Durch ein Fenster erschließt sich die Stadtansicht Mistelbachs. Von einer Aussichtsterrasse aus kann man den Blick in Richtung Slowakei schweifen lassen. | Standort: Weinviertel |
| BW | Datei hochladen | künstlerische Gestaltung des Pausenhofes in der Landesberufsschule Mistelbach ID: 628 |      | Mistelbach Standort                                 | Alois Mosbacher                     | 2007      | Auf dem Boden des Pausenhofs wurde eine kreisförmige Weltkarte mit gelben Landmassen und blauen Ozeanen angebracht. In ihr wurde ein Baum gepflanzt, der für Mistelbach steht. Um den Baum herum sind Bänke gruppiert, die in einem Workshop mit den Schülern gefertigt wurden. Mistelbach ist die Mitte der Welt heißt die Arbeit. | Standort: Weinviertel |
| BW | Datei hochladen | Leitsystem für die Region Leiser Berge ID: 642                                        |      | Mistelbach Standort                                 | Sofie Thorsen                       | 2007      | Zum Projekt „LANDMARK Leiser Berge“ siehe Eintrag bei Asparn an der Zaya. Text „Awarengräber“. | Standort: Weinviertel |
| BW | Datei hochladen | Peer group ID: 890                                                                    |      | Mistelbach Standort                                 | Gabriele Edlbauer                   | 2016      | | Standort: Weinviertel |
| BW | Datei hochladen | Wartebox und Brunnen in Mittergrabern ID: 6                                           |      | Mittergrabern Standort                              | Brigitte Löcker                     | 2000      | Brunnen und Wartebox am Platz in Mittergrabern sind eine vielschichtige Architektur aus Nirostarahmen, farbigem Glas und Sichtbeton in der Verbindung mit Wasser, die neben Funktionalität eine skulpturale Identität schaffen. | Standort: Weinviertel |
| ja | Datei hochladen | Steg über die Ausgrabungsstätte in Mitterretzbach ID: 360                             |      | Mitterretzbach Standort                             | Max Pauly                           | 2000      | Die elliptische Grundrissform des Steges umreißt das Feld, in dem sich die Ausgrabungen befinden und vollzieht so die Spuren der Vergangenheit nach. Der Hangneigung leicht entgegen geneigt, erlaubt er den Gang zur vordersten Kante, die sich bugartig anhebt. | Standort: Weinviertel |
| BW | Datei hochladen | Denkmal für den Platz vor der Kirche ID: 183                                          |      | Neudorf im Weinviertel Standort                     | Alfred Czerny                       | 1990      | Auf einer Wiese vor der Kirche schuf Alfred Czerny eine Büste aus Bronze des Generalvikars Weihbischof Gottfried Marschall. | Standort: Weinviertel |
| BW | Datei hochladen | Säulen im Kindergarten ID: 194                                                        |      | Neudorf im Weinviertel Standort                     | Klaus Kogelnig                      | 1990      | Die künstlerische Gestaltung in der Aula besteht aus der Ummantelung zweier Stützsäulen als Flachrelief – Wasser symbolisierend, in Keramik farbig glasiert. | Standort: Weinviertel |
| BW | Datei hochladen | Wand an der Mehrzweckhalle ID: 187                                                    |      | Niederhollabrunn Standort                           | Martina Funder                      | 1989      | Das Keramikrelief an der Außenwand des Turnsaales drückt Freude an Bewegung und am Spiel, an Erholung und Entspannung mit der Darstellung verschiedenster Symbole aus. | Standort: Weinviertel |
| BW | Datei hochladen | Leitsystem für die Region Leiser Berge ID: 639                                        |      | Niederleis Standort                                 | Sofie Thorsen                       | 2007      | Zum Projekt „LANDMARK Leiser Berge“ siehe Eintrag bei Asparn an der Zaya. Text „Siedlungen“. | Standort: Weinviertel |
| BW | Datei hochladen | Leitsystem für die Region Leiser Berge ID: 640                                        |      | Oberleis Standort                                   | Sofie Thorsen                       | 2007      | Zum Projekt „LANDMARK Leiser Berge“ siehe Eintrag bei Asparn an der Zaya. Text „Königssitz“. | Standort: Weinviertel |
| BW | Datei hochladen | Wandgestaltung im Landespensionistenheim Orth a.d. Donau ID: 61                       |      | Orth an der Donau Standort                          | Sigrid Kurz                         | 1996      | Die Wandgestaltung mit Siebdrucken im dreistöckigen Wintergarten des Pensionistenheims besteht aus aneinander gereihten Siebdrucken, auf denen Ausschnitte verschiedener südlicher Pflanzen und Bäume zu sehen sind. Die Vorlagen dafür sind idealisierte Landschaftszeichnungen aus dem 19. Jahrhundert. | Standort: Weinviertel |
| ja | Datei hochladen | Windwürfelhaus in der Kulturlandschaft Paasdorf ID: 8                                 |      | Paasdorf Standort                                   | Eva Afuhs                           | 1998      | Das Windwürfelhaus ist Teil einer Serie von Objekten in der Kulturlandschaft Paasdorf. Bestehend aus einem offenen Mantel aus Stahlplatten, folgen Form und Aufstellung einem szenischen Ablauf: Ein aufgeklappter Würfel rollt das Feld hinunter und erstarrt auf der gegenüberliegenden Hügelseite. | Standort: Weinviertel |
| ja | Datei hochladen | Klanginstallation in der Kulturlandschaft Paasdorf ID: 36                             |      | Paasdorf Standort                                   | Andrea Sodomka, Martin Breindl      | 1996      | Die solarbetriebene Klanginstallation fasst die Geschichte dieses Landstriches in ein akustisches Porträt. Zu hören ist eine virtuelle Naturgeschichte der Landschaft, ein akustisches Bild von Stimmen, Lauten und Tönen. Die Erdkonstruktion passt sich wie ein kleiner Schutzwall der Landschaft an. | Standort: Weinviertel |
| ja | Datei hochladen | Skulptur in der Kulturlandschaft Paasdorf ID: 37                                      |      | Paasdorf Standort                                   | Ingeborg Strobl                     | 1999      | Das zwei Meter hohe Monument thematisiert den Verlust von Vielfalt und lokaler Eigenständigkeit am Beispiel der Rinderhaltung. Der schlichte, glatt polierte Kubus wurde aus Donaukalkstein errichtet. Eine in den Stein gemeißelte Schrift nennt die zu verschiedenen Zeiten gehaltenen Rinderarten. | Standort: Weinviertel |
| ja | Datei hochladen | in der Kulturlandschaft Paasdorf ID: 245                                              |      | Paasdorf Standort                                   | Maria Hahnenkamp, Frötscher Willi   | 2000      | Die Kulturlandschaft ist ein Skulpturenpark mitten in den landwirtschaftlich genutzten Wiesen bei Paasdorf. Auf einem kleinen Wiesenabschnitt wurde eine Betonfläche in Form eines Trapezes gegossen, aus der ein Ornament ausgespart bleibt. Das Ornament stammt aus einem Vorlagebuch aus dem 19. Jahrhundert. | Standort: Weinviertel |
| ja | Datei hochladen | Landschaftsprojekt in der Kulturlandschaft Paasdorf ID: 366                           |      | Paasdorf Standort                                   | PRINZGAU/podgorschek                | 1995      | Die Entdeckung der Korridore des Künstlerduos inszeniert eine Archäologie des Autofahrens und gräbt eine aktuelle Ausprägung unserer Kultur, die Autobahn, in den Boden ein. Es ist das erste von mehreren Projekten in der Landschaft bei Paasdorf. | Standort: Weinviertel |
| BW | Datei hochladen | Altargestaltung in der Pfarrkirche Paasdorf ID: 603                                   |      | Paasdorf Standort                                   | Sepp Auer                           | 2007      | Im Zuge der Renovierung der Kirche gestaltete der Bildhauer den gesamten Altarbereich neu. Entstanden ist ein Dialog mit den Stilen der unterschiedlichen Bauepochen, der den historischen Raum atmen lässt. Kennzeichnend dafür ist der reflektierte Einsatz von Materialien bei sämtlichen Objekten vom Altar bis zu den Blumengefäßen. | Standort: Weinviertel |
| ja | Datei hochladen | Gestaltung des Platzes in Paasdorf ID: 613                                            |      | Paasdorf Standort                                   | feld72                              | 2007      | Zentrales Element des Platzes ist der Wolkon, ein begehbares multifunktionales Objekt. Es ist ein Signet für die Kulturlandschaft Paasdorf, das als Bushaltestelle mit Aussichtsplattform, sowie als bespielbare Bühne dient. Der Platz wurde mit einer Asphaltfläche überzogen, die vielseitig nutzbar ist. | Standort: Weinviertel |
| ja | Datei hochladen | Aufforderung zur ungeforderten freiwilligen Intersprachlichkeit ID: 892               |      | Pottenhofen Standort                                | Transparadiso                       | 2016      | | Standort: Weinviertel |
| ja | Datei hochladen | Skulptur am Aussichtspunkt Poysdorf-Wetzelsdorf ID: 548                               |      | Wetzelsdorf Standort                                | Oswald Oberhuber                    | 2005      | Die auf einem Aussichtspunkt an einer Bundesstraße bei Wetzelsdorf errichtete Skulptur Hand und Traube ist der traditionsreichen niederösterreichischen Weinkultur gewidmet. Gleich einer Zeichnung im Raum trotzt das korrodierte eiserne Konstrukt filigran in seiner nur angedeuteten Körperhaftigkeit der eigenen Permanenz. | Standort: Weinviertel |
| BW | Datei hochladen | Projekt für das Feuerwehrhaus Probstdorf ID: 70                                       |      | Probstdorf Standort                                 | Eva Schlegel                        | 1995      | Das ehemalige Gemeindehaus in Probstdorf, das nun die Freiwillige Feuerwehr und das Kulturforum beherbergt, wurde von Eva Schlegel neu gestaltet. Die Vorgabe eines lesbaren Schriftzuges auf der Fassade hat die Künstlerin um verschwommene, sich bis zur Abstraktion auflösende Schriftkörper erweitert. | Standort: Weinviertel |
| BW | Datei hochladen | Workshop in der Volksschule Pulkau ID: 17                                             |      | Pulkau Standort                                     | Christine und Irene Hohenbüchler    | 1998      | Die Schulräume wurden von den Künstlerinnen in Zusammenarbeit mit den Schülern gestaltet. Die Kinder skizzierten lebensgroße Figuren, die aus Sperrholzplatten geschnitten, mit Acryllack bemalt und an die Wand montiert wurden. | Standort: Weinviertel |
| ja | Datei hochladen | Bus- und Informationsbox am Hauptplatz in Retz ID: 23                                 |      | Retz Standort                                       | Sabine Krischan                     | 2000      | Die Konstruktion der Box besteht aus einem Trägersystem aus Rohrprofil, Distanzhalter und Flachstahl zur Glasauflage. Die Seitenverglasung ist Informationsträger mit Stadtplan und -chronik. Lichtdurchlässige Nironetze im Innenbereich dienen als Sonnenschutz und bilden zugleich die Wartebank. | Standort: Weinviertel |
| BW | Datei hochladen | Kapelle im Landespensionistenheim ID: 213                                             |      | Retz Standort                                       | Erich Steininger                    | 1987      | Der Künstler gestaltete das Altarbild und 14 Kreuzwegstationen in der Kapelle des Altersheimes. Das Altarbild wurde von der Heimleitung nicht angenommen und mit einem Vorhang versehen. Dieser Vorhang bleibt fast immer geschlossen, eine Art, wie Benützer mit einem ungeliebten Kunstwerk leben. Trotz mehrfacher Interventionen des Künstlers bei kirchlichen Stellen blieb das Altarbild verhüllt. | Standort: Weinviertel |
| ja | Datei hochladen | Spielobjekte vor dem Kindergarten Rohrendorf ID: 24                                   |      | Rohrendorf bei Krems Standort                       | K.U.SCH.                            | 1998–2000 | Die sitzenden und liegenden Skulpturen auf dem Vorplatz vor dem Eingang des Kindergartens zeigen das Thema BÄR in einem Abstraktionsprozess über fünf Stufen, von der Comic-Figur bis hin zu Bausteinklötzen. | Standort: Weinviertel |
| ja | Datei hochladen | Denkmal für die Wassermühlen in Roseldorf bei Sitzendorf ID: 699                      |      | Roseldorf Standort                                  | Misha Stroj                         | 2010      | Denkmal für die Wassermühlen nimmt auf die Geschichte des Schmidatals ebenso Bezug wie auf seine gegenwärtige Nutzung als Erholungsgebiet. Die entlang einem Fußweg angebrachten Elemente des Denkmals – Triebwerk, Kammraddach und Laterne setzen die verschwundenen Wassermühlen des Schmidatals wie aus Mosaiksteinen wieder zusammen. | Standort: Weinviertel |
| BW | Datei hochladen | Gestaltung bei der Volksschule in Seyring ID: 42                                      |      | Seyring Standort                                    | Martin Walde                        | 1998      | Martin Walde deutet mit leicht aus der Horizontalen gedrehten, schwungvollen grünen Linien auf der Mauer einer Vergrößerung der Scheibe an und setzt ihre prägnante Vertikalität in Bewegung. Mit einer Blase aus Plastik in einem Mauerdurchbruch verleiht er der Architektur einen weichen Punkt. | Standort: Weinviertel |
| BW | Datei hochladen | Spielobjekte beim Kindergarten Seyring ID: 118                                        |      | Seyring Standort                                    | Richard Künz                        | 1992      | Die Objekte für den Vorplatz des neu errichteten Kindergartens sind als Symbole für Spiel und Bewegung gedacht. Ball und Rad signalisieren eine Bereitschaft, auf die Straße zu rollen – eine Aufforderung zur Tempominderung der Autofahrer. | Standort: Weinviertel |
| BW | Datei hochladen | Trinkbrunnen im Park von Seyring ID: 250                                              |      | Seyring Standort                                    | K.U.SCH.                            | 1999      | Das Künstlerduo gab dem Trinkbrunnen zwischen altem Schloss und modernen Schulbau eine Form, die ihn auf den ersten Blick nicht als solchen erkennbar macht. Im Spannungsfeld zwischen alt und neu entstand ein abstraktes Objekt, aus dem hervorkommend, Wasser fünf parallele Bögen zum Boden formt. | Standort: Weinviertel |
| ja | Datei hochladen | Lichtobjekt für das Kulturzentrum in Seyring ID: 257                                  |      | Seyring Standort                                    | Helmut Rainer                       | 1999      | Für das Kulturzentrum in Seyring entstand eine Lichtskulptur, die ein funktionelles Erkennungszeichen und gleichzeitig eine eigenständige Skulptur ist. Eine oxidierte Stahllamelle wurde mit dem Schriftzug Kulturzentrum Seyring perforiert. Blaue Leuchtstoffröhren leuchten durch die Perforation. | Standort: Weinviertel |
| ja | Datei hochladen | Gestaltung des Kirchenplatzes in Stetteldorf am Wagram ID: 691                        |      | Stetteldorf am Wagram Standort                      | Christian Knechtl                   | 2009      | Mit einem komplexen architektonischen Eingriff, der das Niveau vereinheitlicht sowie einem Beleuchtungs- und Bepflanzungskonzept wurde ein multifunktionaler Platz mit klarem, großzügigem Charakter geschaffen. Charakteristisch für den Entwurf Christian Knechtls ist der intelligente Einsatz von Materialien und Ressourcen verbunden mit formaler Zurückhaltung. | Standort: Weinviertel |
| BW | Datei hochladen | Eingangsbereiche der Sonderschule Stockerau ID: 175                                   |      | Stockerau Standort                                  | Charlotte Seidl                     | 1992      | Die Skulpturengruppe mit dem Titel Zusammenhalten fügt sich in die Architektur hinein. Um eine Säule herumgeführt, überspielen die Formen aus Ton eine Stufe. Gleichzeitig dienen sie als Sitzgelegenheit. Die unterschiedlichen Höhen und Formen der einzelnen Elemente symbolisieren unterschiedliche Menschen. | Standort: Weinviertel |
| ja | Datei hochladen | Schwarze Schafe ID: 764                                                               |      | Stockerau Standort                                  | Peter Sandbichler                   | 2012      | „Um Geschichten für meine Skulpturen und Objekte zu entwickeln, brauche ich einen Anknüpfungspunkt im richtigen Leben“, behauptet Peter Sandbichler, der seit den frühen 1990er Jahren als Bildhauer tätig ist. Neben formaler Kohärenz spielen vor allem gesellschaftlich relevante Fragen eine zentrale Rolle in seinem Werk. Sandbichlers Interesse liegt dabei in der Abweichung von der Norm, in der Veränderung bestehender System durch Intervention in ebendiese System und schließlich im Widerspruch, der sich zwischen dem Sein auf der einen Seite und dem Schein auf der anderen Seite auftut. | Standort: Weinviertel |
| ja | Datei hochladen | here after here after here ID: 877                                                    |      | Stockerau Standort                                  | Jitish Kallat                       | 2015      | | Standort: Weinviertel |
| ja | Datei hochladen | Skulptur am Ortsrand von Stronsdorf ID: 374                                           |      | Stronsdorf Standort                                 | Franz West                          | 1997      | Die in ein Feld platzierte Skulptur mit dem Titel Warum ist etwas und nicht nichts wird von Franz West als „keine autonome Skulptur, sondern ein auf diese Stelle bezogenes 'Denkmal' im etymologischen Sinne“ bezeichnet. Sie wurde aus Stahlblech über einen Metallrahmen geschweißt und rosa lackiert. | Standort: Weinviertel |
| ja | Datei hochladen | Objekt im Kreisverkehr Unterstinkenbrunn ID: 633                                      |      | Unterstinkenbrunn Standort                          | Leo Schatzl                         | 2007      | Großes Zwiebelchen heißt augenzwinkernd das orangefarbene Lichtobjekt im Kreisverkehr des als Zwiebeldorf bekannten Ortes. Es ist eine 6,5 Meter hohe Skulptur aus Blech, Lack und Glas in Form einer stilisierten Zwiebel. An der Spitze ihres langen Stils befindet sich ein Leuchtkörper, der die Blüte darstellen soll. | Standort: Weinviertel |
| BW | Datei hochladen | Ein Kunstraum für Weikendorf ID: 621                                                  |      | Weikendorf Standort                                 | Michael Kienzer                     | 2007      | Eine alte Feuerwehrhalle wurde von Michael Kienzer zu einem Ausstellungsraum für zeitgenössische Kunst umfunktioniert, der gleichzeitig auch Installation im öffentlichen Raum verstanden werden soll. Von Kienzer eingeladene Künstler realisieren im Innenraum jeweils für ein halbes Jahr temporäre Installationen, die durch ein großes Fenster auch von außen einsichtig sind. | Standort: Weinviertel |
| BW | Datei hochladen | Gemeindeumbau ID: 871                                                                 |      | Weikendorf Standort                                 | Hans Schabus                        | 2015      | | Standort: Weinviertel |
| BW | Datei hochladen | Vollmond, Skulptur bei der Schlossruine Wenzersdorf bei Gnadendorf ID: 15             |      | Wenzersdorf Standort                                | Isa Genzken                         | 1997      | Die Skulptur bei der Schlossruine besteht aus einer gleichmäßig ausgeleuchteten Milchglaskugel (Durchmesser 2,5 m) auf einem etwa 20 m hohen Stab aus Stahl. | Standort: Weinviertel |
| BW | Datei hochladen | Platzgestaltung in Wildendürnbach ID: 745                                             |      | Wildendürnbach Standort                             | Auböck + Kárász                     | 2011      | | Standort: Weinviertel |
| ja | Datei hochladen | Stadtmöblierung für Wolkersdorf ID: 531                                               |      | Wolkersdorf im Weinviertel Standort                 | EOOS                                | 2002      | Das in Wien ansässige Designerkollektiv EOOS entwirft seit 1995 in dieser Formation Möbel, Produkte sowie Geschäftslokale. Für Wolkersdorf entstand ein Konzept für die Stadtmöblierung mit Sitzbänken, Beleuchtungskörpern, Hinweistafeln, Vitrinen, Abfallbehältern, Radständern und Buswartehäuschen sowie zwei leuchtende Tore, die die Ein- und Ausgänge der Stadt kennzeichnen. | Standort: Weinviertel |
| BW | Datei hochladen | Vogelparadies ID: 891                                                                 |      | Landespflegeheims Wolkersdorf, Wolkersdorf Standort | Plank & Poschauko                   | 2016      | | Standort: Weinviertel |
| ja | Datei hochladen | Künstlerische Gestaltung des Lagerhaus-Silos in Zellerndorf ID: 619                   |      | Zellerndorf Standort                                | Christian Hutzinger                 | 2008      | Christian Hutzinger verwendet den Getreidespeicher als Orientierungspunkt. Farbige Kreise mit einem Durchmesser von jeweils 3 Metern am oberen Ende des Silos sind teilweise mit weißen Lettern versehen. An den Schmalseiten liest man STS und TNO, an den Breitseiten RDWE und ÜDOS. Nur beim Blick übers Eck ergeben sich die Namen der einzelnen Himmelsrichtungen. | Standort: Weinviertel |
| BW | Datei hochladen | Ziersdorfer Treppe ID: 885                                                            |      | Ziersdorf Standort                                  | Ines Hochgerner                     | 2016      | | Standort: Weinviertel |
| BW | Datei hochladen | Konzept für das Landespensionisten- und -pflegeheim Zistersdorf ID: 550               |      | Zistersdorf Standort                                | Martin Praska                       | 2003      | Das Konzept für das neu gebaute Pensionistenheim vereint einen rein künstlerischen Ansatz mit einem sozialen. Es umfasst die Bepflanzung des Hofes mit einem Lindenbaum und einer um dessen Stamm herum gebaute Rundbank, weitere Holzbänke, ein Hasengehege mit lebenden Tieren sowie stilisierte Hasenabbildungen auf dem Bodenbelag. | Standort: Weinviertel |

## Quelle
- Kunst im öffentlichen Raum Niederösterreich (Stand: 1. Jänner 2016)
- Katalog Kunst im öffentlichen Raum Niederösterreich. (csv) Land Niederösterreich, 28. Juni 2013, abgerufen am 4. August 2015 (Lizenz: Creative Commons Namensnennung 3.0 Österreich).